# Fitun Matebian Sporting
Fitun Matebian Sporting (más conocido como Fima Sporting) es un club de fútbol de Timor Oriental, de la ciudad de Baucau.
El equipo fue la ganador de la Super Liga Timorense de 2005-06, organizada por la Federación de Fútbol de Timor Oriental después de su entrada en la FIFA y la visita de Cristiano Ronaldo al país.
Fundado en los años 2000, estuvo inactivo durante toda la década de 2010, pero retornó sus actividades oficialmente en 2025, con la presidencia de Padre Julio Crispin.